# Nick Holonyak
Nick Holonyak, Jr. (en rusino, Миколай Голоняк) (Zeigler, Illinois, 3 de noviembre de 1928-Urbana, Illinois, 18 de septiembre de 2022) fue un físico, profesor universitario, inventor e ingeniero eléctrico estadounidense que desarrolló el primer led para propósito comercial en 1962, mientras trabajaba como científico asesor en un laboratorio de General Electric en Syracuse (Nueva York), y es considerado el padre del diodo emisor de luz visible. Fue profesor de Ingeniería eléctrica e Ingeniería informática en la Universidad de Illinois en Urbana-Champaign donde trabajaba desde 1993.

## Inventos
Además de inventar el LED, Holonyak posee 41 patentes. Sus otras invenciones incluyen el primer diodo láser en el espectro visible y el conmutador emisor de tipo p-n-p-n. También ayudó a crear el primer dimmer en General Electric.
En 2006, el American Institute of Physics escogió sus 5 publicaciones científicas más importantes en cada una de sus revistas desde su fundación 75 años antes, de 'Applied Physics Letters' 2 publicaciones tenían como coautor a Holonyak, siendo la primera coautorizada con S. F. Bevacqua en 1962, que anunciaba la creación del primer LED en el espectro visible. La segunda, coautorizada por Milton Feng en 2005, que anunciaba la creación del primer láser transistor que funcionaba a temperatura ambiente. Holonyak predijo que sus LEDs sustituirían a las lámparas incandescentes de Thomas Edison en la publicación de febrero de 1963 de Reader's Digest, y a medida que los LEDs mejoran en calidad y eficiencia comienzan a sustituirlas.

## Trasfondo
Los padres de Holonyak fueron inmigrantes rusinos que se establecieron en el sur de Illinois; Su padre trabajaba en una mina de carbón, siendo Holonyak el primer miembro de su familia en recibir educación formal. Una vez trabajó 30 horas seguidas en la Estación Central de ferrocarril de Illinois para darse cuenta de que una vida de trabajo duro no era lo que quería y que preferiría formarse. De acuerdo con Knight Ridder, "Los láseres semiconductores baratos y fiables críticos para reproductores de DVD, lectores de código de barras y muchos otros dispositivos deben su existencia en cierta forma a la excesiva carga de trabajo que sufrían los trabajadores de centrales de ferrocarriles hace unas décadas."
Holonyak fue el primer estudiante de John Bardeen en recibir el doctorado en la Universidad de Illinois en Urbana-Champaign. Recibió su pregrado, título de grado y doctorado en la misma universidad.

## Universidad de Illinois
A fecha de 2007, investiga el Láser de punto cuántico, ya no imparte clases sino que se dedica plenamente a la investigación. Él y el doctor Milton Feng dirigen el centro de investigación del transistor láser en la universidad con un presupuesto de 6,5 millones de dólares financiado por el Departamento de Defensa de los Estados Unidos a través de DARPA.
10 de sus 60 estudiantes de doctorado desarrollan nuevos usos para la tecnología LED en Philips Lumileds Lighting Company en Silicon Valley.

## Premios y honores
Holonyak ha recibido galardones de la mano de grandes personalidades como George H.W. Bush, George W. Bush, el Emperador Akihito de Japón y Vladímir Putin.
En 1989, Holonyak recibion la Medalla Edison del IEEE por 'una impresionante carrera en el campo de la ingeniería eléctrica con contribuciones a grandes avances en el campo de materiales y dispositivos semiconductores'.Russell Dupuis, estudiante de Holonyak en la actualidad del Instituto Tecnológico de Georgia, recibió este mismo premio en 2007.
En 1995, recibió el Premio Japón por valor de 500.000$ por 'Destacadas contribuciones en la investigación y aplicaciones prácticas de diodos emisores de luz y láseres.'
En 2003, recibió la Medalla de honor IEEE.
También ha recibido el Global Energy International Prize, la Medalla Nacional de Tecnología, el Order of Lincoln Medallion, y el Lemelson-MIT Prize de 2004, también por valor de 500.000$. Además recibió la Frederic Ives Medal of the Sociedad Óptica Estadounidense.
Muchos compañeros han expresado que creen que merece el premio Nobel por su invención del LED. Hablando de este tema, Holonyak dijo, "Es ridículo pensar que alguien te debe algo. Somos afortunados al estar vivos, se reduce a eso."
El 9 de noviembre de 2007, Holonyak recibió reconocimiento honorífico en la Universidad de Illinois con una placa conmemorativa reconociendo su desarrollo del láser de pozo cuántico.
En 2008, entró en el National Inventors Hall of Fame.